# Militello in Val di Catania
Militello in Val di Catania är en ort och kommun i storstadsregionen Catania, innan 2015 provinsen Catania, i regionen Sicilien i sydvästra Italien. Kommunen hade 7 262 invånare (2017).

## Kända personer
- Nello Musumeci, politiker